# 哈里·S·杜鲁门
哈里·S·杜鲁门（1884年5月8日—1972年12月26日），美国民主党籍政治人物，曾担任第32任美国副总统（1945年）、第33任美國总统（1945年－1953年）。
杜魯門出生于密苏里州，早年在一战期间曾参军并赴法国参与战斗。回国后，自营过服装行业。1922年，在家乡密苏里州担任县法官，进入政界；1935年，成为该州联邦参议员。二战初期，杜鲁门曾在参议院领导一个调查军方纪律的委员会。1945年初，出任美国副总统；当年4月，时任总统罗斯福于任上逝世，杜鲁门随即补位，成为第33任美国总统。杜鲁门總統上任起發生了不少世界大事，首先是盟軍戰勝納粹德國、美國在廣島與長崎投放原子彈、日本投降和第二次世界大戰的正式結束；接著是联合国的成立、以重建歐洲為旨的「马歇尔计划」的落實、杜鲁门主义對抗共產主義、冷战的開始、中國引發國共內戰、北約的成立以及韓戰的爆發。在美國方面，戰爭使44,000名美軍陣亡和失蹤，並对杜魯门欲繼續爭取第三任期的計劃造成巨大打擊，最後迫使其放棄競選連任。隨後在1952年大選中由共和黨總統候選人德怀特·艾森豪威尔戰勝民主黨的阿德萊·史蒂文森，並於次年出任總統，結束了民主黨長達20年執政。
面對美國的國內事務，杜魯門總統正好遇上新一輪混亂的經濟衰退週期，當時物資短缺、有無數罷工事件和有關否決《塔夫脫-哈特利法》的爭議，都是當代的寫照。杜魯門雖於1948年當選而續任總統，但卻未能成功掌握國會多數，以致於他的「良政」計劃幾乎全部流產。然而他曾率先以行政命令在美軍內部施行廢除種族隔離，並因應形勢主持第二次「紅色恐慌」，從政府部門辭退了數以千計可能影響國政的共產黨同情者。不過，由於受到一連串財政醜聞打擊，以致有數百位由他任命的官員必須辭職。
杜魯門任內的「杜魯門主義」和「圍堵政策」影響深遠，這使美蘇關係發生根本性改變，由盟友變成敵人，冷戰開啟，亦代表美國正式放棄孤立主義並邁向成為超級大國，而這些理論為日後數十年對共產主義國家（主要是蘇聯）的政策奠下基礎，真正展開「鐵幕」下雙方數十年對抗，使美國成為真正意義上西方的領袖，然而杜魯門被麥卡鍚等保守派視為「對待共產主義搖擺不定」，特別是將國共內戰和韓戰上的軍事和外交失誤全數歸責於杜魯門，而非國民政府及麥克阿瑟上將的判斷問題，使他在50年代卸任後遭到保守派強烈譴責。儘管如此，杜魯門是位素以友善和謙遜聞名的總統，他的不少名言，如「推卸責任止於此」（The buck stops here!）和「怕熱就別進廚房」（If you can't stand the heat, get out of the kitchen.）等等，都成為家喻戶曉的名言。相比前任總統，杜魯門支持度不算高，但其謹慎果斷的性格使他在面對險峻的國際情勢時能夠克服許多艱巨的挑戰。

## 家庭背景

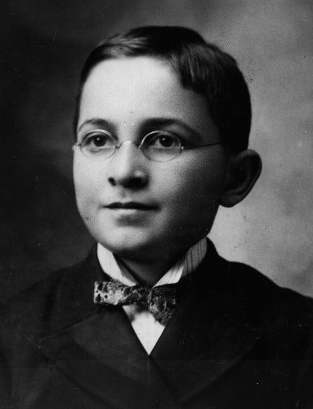
童年时的杜魯門，摄于1897年。

1884年5月8日，杜魯門出生於密苏里州拉马尔，是約翰·安德遜·杜魯門（John Anderson Truman）和瑪莎·艾倫·楊·杜魯門（Martha Ellen Young Truman）的長子。杜魯門有一个弟弟和一个妹妹，分別叫約翰·衛維恩·杜魯門（John Vivian Truman，1886年－1965年）和瑪莉·珍·杜魯門（Mary Jane Truman，1889年－1978年）。杜鲁门的祖籍为英格兰，另外还有一些苏格兰─爱尔兰、德国和法国血统。

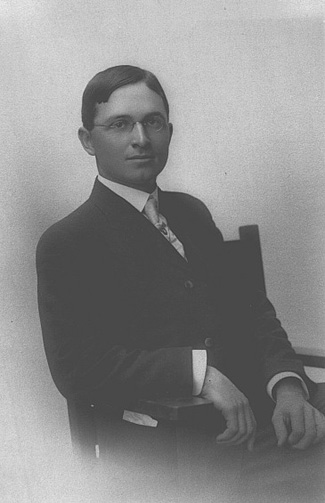
1908年的杜魯門。

杜魯門的父親是一位農夫和家畜商販，在杜魯門11個月大的時候，舉家遷到密蘇里州的由杜魯門的祖父母所擁有的農場，農場佔地達600英畝（240公頃）。為了方便上學，杜魯門一家在他6歲的時候又遷移到密蘇里州獨立城。

## 早年經歷

### 工作经历
高中毕业后的杜鲁门从事了一些文职工作，1902年8月，杜鲁门在The Kansas City Star的收发室找到了第一份整理文件的工作。之后，杜鲁门在艾奇逊、托皮卡和圣塔菲铁路找到了计时员的工作。
1906年，杜鲁门回到格兰德维尤的农场，并在那里度过了约十年的时光。杜鲁门在此时结识了贝丝·华莱士，1911年，杜鲁门第一次向华莱士求婚但被拒绝，受到打击的杜鲁门决定找一些比农夫更赚钱的工作之后再次求婚。

### 第一次世界大戰

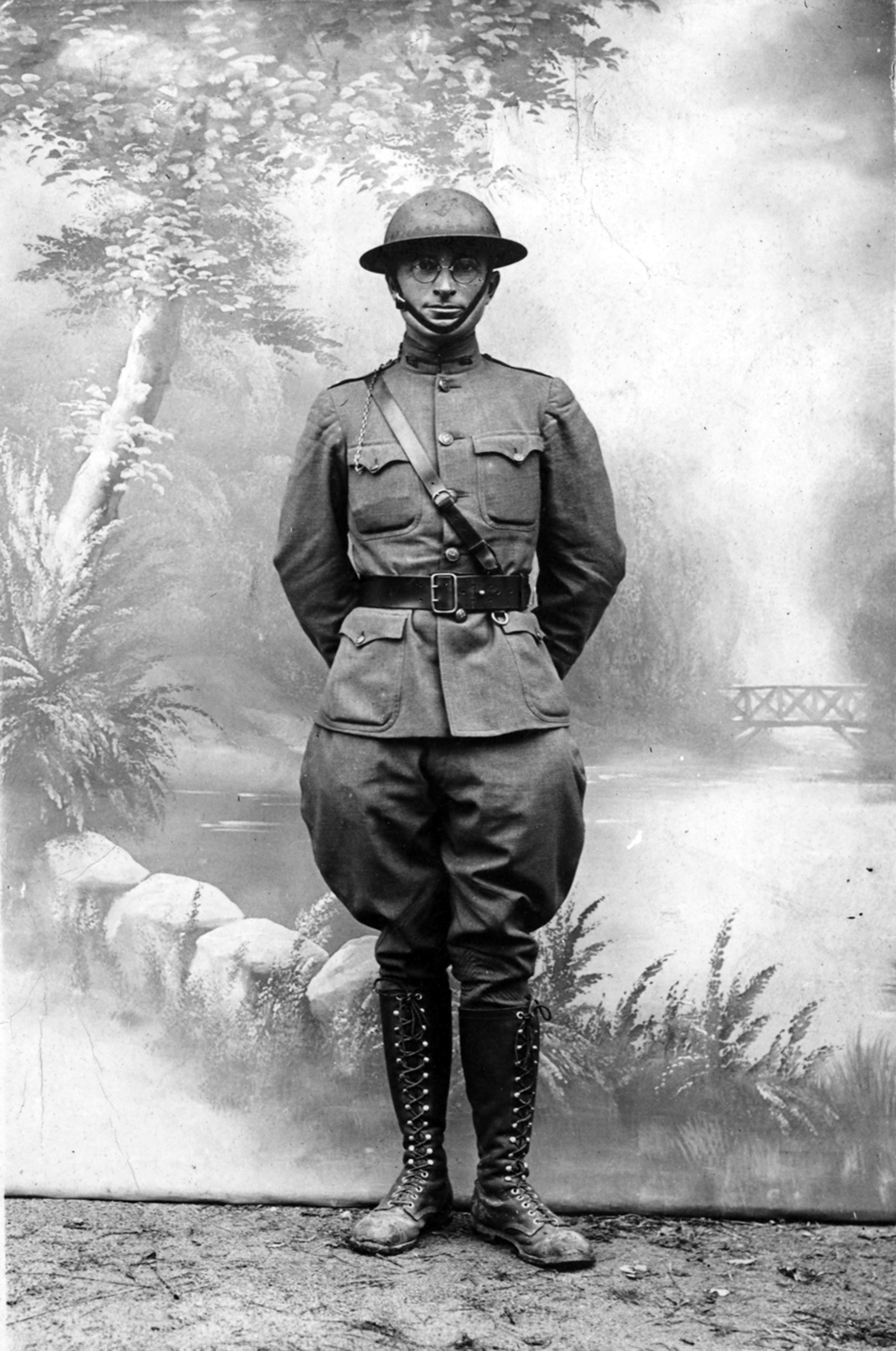
穿上軍服的杜魯門，大約攝於1918年。

在美國參與第一次世界大戰後不久，杜魯門加入了密蘇里州國民警衛隊擔任軍官，並在法國帶領一支砲兵部队，名為砲兵連D組，隸屬於第35師60旅的129野战砲隊。在體能方面，杜魯門右眼視力為20/50，而左眼是20/40，但由於他在體能測試前秘密地記誦了視力檢查表，所以他仍可以通過測試從征。杜鲁门被描述为5英尺10英寸高（178厘米）、灰色眼睛、黑发和浅肤色。
在前往法國之前，杜魯門先在劳顿附近的接受訓練。在受訓期間，他被指派去打理軍營的販賣部（提供糖果、香煙、鞋帶、汽水、菸草和撰寫發給士兵的文件），因此營中幾乎每位士兵都認識杜魯門。為了方便打理販賣部，他徵募了曾在堪薩斯城的一家服裝店當过职員的猶太裔朋友爱德华·雅各布森中士前來幫忙。此外，杜魯門还在軍營中認識了堪薩斯城政客汤姆·彭德格斯特的姪兒詹姆士·M·彭德格斯特（James M. Pendergast），而這兩位在戰後對杜魯門有一定的幫助。
在法國，杜魯門上尉的砲兵連表現十分卓越，他們雖然在孚日山受到攻擊，但他仍能夠作出十分有效的抵抗。杜魯門日後獲擢昇為國民警衛隊的陸軍中校，而他一直也為自己在軍隊服役的背景感到相當自豪，因為在他的帶領下，砲兵團的砲兵連D組在大戰中沒有損失過任何人。

### 婚姻和早期商业生涯

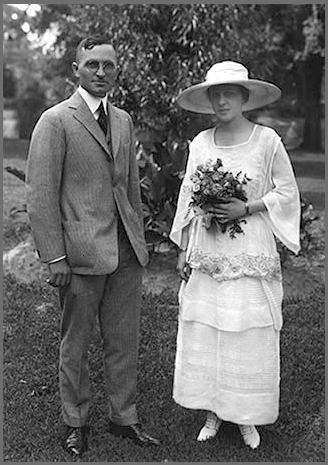
杜魯門夫婦於1919年6月28日結婚，照片攝於結婚當日。

大戰結束以後，杜魯門回到了獨立城，1919年6月28日，他迎娶了一直深愛的貝絲·華萊士。婚后，兩人生有一女，取名玛格丽特·杜鲁门。
婚後一個月，杜魯門把在西爾堡和海外服役所賺到的本錢，與好友雅各布森開辦了一家專賣男裝的店鋪，名為「杜鲁門與雅各布森」（Truman & Jacobson），位於堪薩斯城商業區的第12街104號，雅各布森是杜魯門的畢生好友，杜魯門亦時常向他請教有關錫安主義的事。在最初的兩年中，服裝店可謂經營得非常成功，但到了1922年，由於穀物市場不景氣，連帶小麥和玉米價格下降，使絲質衣服供過於求。再加上服裝店的客源主要來自以前129野外砲隊的成員，所以服裝店最後以破產結業告終。
原本1919年的小麥價格是每蒲式耳（bushel）2.15美元，可是到了1922年的時候，卻只值每蒲式耳 88 美分，因此，杜魯門歸咎於共和黨財政部長安德鲁·梅隆，認為梅隆的政策使他的服裝店倒閉，而且之後又要工作數年，才能還清債務，於是這成為了杜魯門日後加入民主黨的一大因素。

## 投身政治
杜魯門是最後一位沒有大學學位的美國總統，但他曾經於1920年代在堪薩斯城法律學校（Kansas City Law School，即今日密苏里大学堪萨斯城分校的法学院）讀過兩年的法律學位課程，美國最高法院法官查理斯·埃文斯·惠特克曾經是他的同學。

### 法官
1922年，杜魯門向一位朋友繳纳了10美元的3K党入會費，但是这笔款項在不久以後又退還給杜魯門，因此杜魯門從來沒有入會，從來沒有出席3K黨任何活動，亦從來不是3K黨的會員。儘管杜魯門曾經在日記對猶太人表示過憎恨，但他的朋友兼生意夥伴爱德华·雅各布森卻是猶太人，而且杜魯門在日後还成為以色列立國的一大推動者。
在堪薩斯城民主黨領袖湯姆·彭德格斯特的幫助下，杜魯門於1922年當選為密蘇里州法院的法官。這个職位的性質和縣首長相近，都是具行政性質，而不負責審理案件。其後，杜魯門雖然在1924年競選連任失敗，可是他在1926年重新當選，並且在1930年連任。在任期間，他十分勤奮，其中幾項大型的公共建設項目，更為他獲得不少赞誉，這些建設包括擴建道路以配合日益增長的交通量和興建新的縣法院大樓。此外，他还籌劃在全國各地建造了十二座「小徑聖母像」（Madonna of the Trail），以表彰傑出婦女對國家的貢獻。

### 參議員
在1934年的美國參議院選舉中，湯姆·彭德格斯特指定杜魯門競逐密蘇里州的參議院席位，並支持總統羅斯福的「新政」。可是在民主黨內部的提名選舉中，杜魯門卻一度遭遇了競爭對手塔克·米利根（Tuck Milligan）。而塔克的兄長莫里斯·M·米利根在日後除了拉倒彭德格斯特的政治集團外，更在1940年的參議院選舉與杜魯門對壘。
參議院選舉期間，儘管堪薩斯城有3人被殺，但選舉沒有被打斷。最後在「彭德格斯特的參議員」的陰霾籠罩下，杜魯門成功當選。任職參議員初期，他在彭德格斯特影響下大力支持「新政」，但杜魯門本人指支持「新政」完全是自己的個人心態。
米利根在1936年對當選密蘇里州州長一事展開了調查，結果有258人被定罪。但更重要的是，米利根及後發現彭德格斯特從1927年至1937年間，都沒有繳交聯邦稅款，而且又暗中詐騙保險。施塔克在競選州長期間曾得到彭德格斯特的祝福，可是他在後來的審訊中卻出賣和指証了彭德格斯特，並從彭德格斯特和杜魯門手上，接管聯邦政府發到地方，用作推行「新政」的資金。最終在1939年，彭德格斯特承認控罪，除了遭罰款10,000美元外，还被判入獄15個月。該次對彭德格斯特的審訊，曾因他的身體狀況惡化心臟病發而多次拖延。
彭德格斯特失勢後，1940年聖路易斯民主黨領袖罗伯特·E·汉尼根支持杜魯門，成功連任參議員。後來在1944年，漢尼根又協助杜魯門成為羅斯福的副總統人選。

### 杜魯門委員會
1941年6月23日，即納粹德國進攻蘇聯的第二天，參議員杜魯門發表到：「假如德國比蘇聯強，我們應該幫助蘇聯一方；但若果佔優的是蘇聯，那我們便應該幫助德國，而且要盡量讓他們大開殺戒，儘管我一直不願看到希特勒在任何情況下取得勝利。」杜魯門這段看似美国會支援納粹德國的言論，使自由主義者和保守主義者均感到不安，結果杜魯門很快便收回這段話並作出了澄清。
杜魯門在戰時領導一個委員會，通稱杜魯門委員會，负责調查軍方有關行政混亂、浪費和詐騙資源等醜聞，為他搏得了不少名聲和赞誉。其中，他對軍方實施的「常識節流措施」，更使杜魯門受到了廣泛的支持和敬重。最初，这个委员会被认为可能会損害軍隊士氣，但事实證明委員會是一大成功，因為它為軍方总共節省了至少110億美元，使杜魯門亦因此出現《時代週刊》的封面上。而杜魯門曾9次出現在《時代週刊》的封面，其中在1945年和1948年更被選為「年度風雲人物」。

### 副總統
曾支持杜魯門連任參議員的聖路易斯民主黨領袖羅伯特·E·漢尼根在1944年與杜魯門達成協議，幫助他成為副總統。
當時漢尼根正出任民主黨全國委員會主席，而總統羅斯福則因为副總統亨利·華萊士過份崇尚自由主义，希望予以撤換。南卡罗来纳州的詹姆斯·F·柏恩茲是其中的一位熱門人選，但由於他的種族隔離主義者身份而被認為過于保守，所以漢尼根在芝加哥舉辦的1944年民主黨全國代表大會中推薦了杜魯門，從而在1944年總統選舉中出現了「羅斯福—杜魯門」組合，結果這個組合在選舉中取得壓倒性的勝利。至於漢尼根推薦杜魯門一事，就被傳媒稱為「密蘇里協議」。
在杜魯門宣誓就任副總統之後數日、即接替羅斯福任總統前的數個月，杜魯門出乎意外地出席了彭德格斯特的喪禮。據了解，他也是唯一一位列席的民選政府官員。
杜魯門經常為自己支持彭德格斯特一事作出辯護，說到自己的得益大於回報。杜魯門曾表示，當他晉身參議院的時候，彭德格斯特忠告他「閉上你的嘴，專心回你的郵件」。

## 第一届总统任期（1945年－1949年）

### 第二次世界大戰結束前夕

杜魯門出席波茨坦会议，指令日本必須無條件投降。

當時，第二次世界大戰已經接近尾聲，杜魯門是在羅斯福的身體健康每况愈下時被任命為副總統，他任職副總統的時間只有82日，因此他們兩人沒有開展重要的合作，一些主要計劃如曼哈顿计划，杜魯門亦沒有參與。
在1945年4月12日，正當杜魯門在國會和眾議院議長塞缪尔·雷伯恩一起的時候，杜魯門被傳召到白宮並繼任總統。到達白宮後，埃莉诺·罗斯福告訴他羅斯福已經身故，於是杜魯門慰問可以為她做甚麼，但這位前第一夫人卻反問道：「我們有甚麼事可以為你效勞嗎？你現在可正身陷困境。」
杜魯門曾告訴傳媒：

「我的感覺就像月亮、星星和所有星球都要墜落到我身上。」

以下摘錄了杜魯門上任後首五個月所發生的大事：
- 4月25日－各國代表在加里福尼亞州三藩市決議成立聯合國
- 4月28日－意大利的墨索里尼被殺
- 5月1日－希特勒已被宣布自殺身亡
- 5月2日－驻守柏林德军向苏军投降

- 5月7日－納粹德國簽署無條件投降書。
- 5月8日－歐戰勝利紀念日

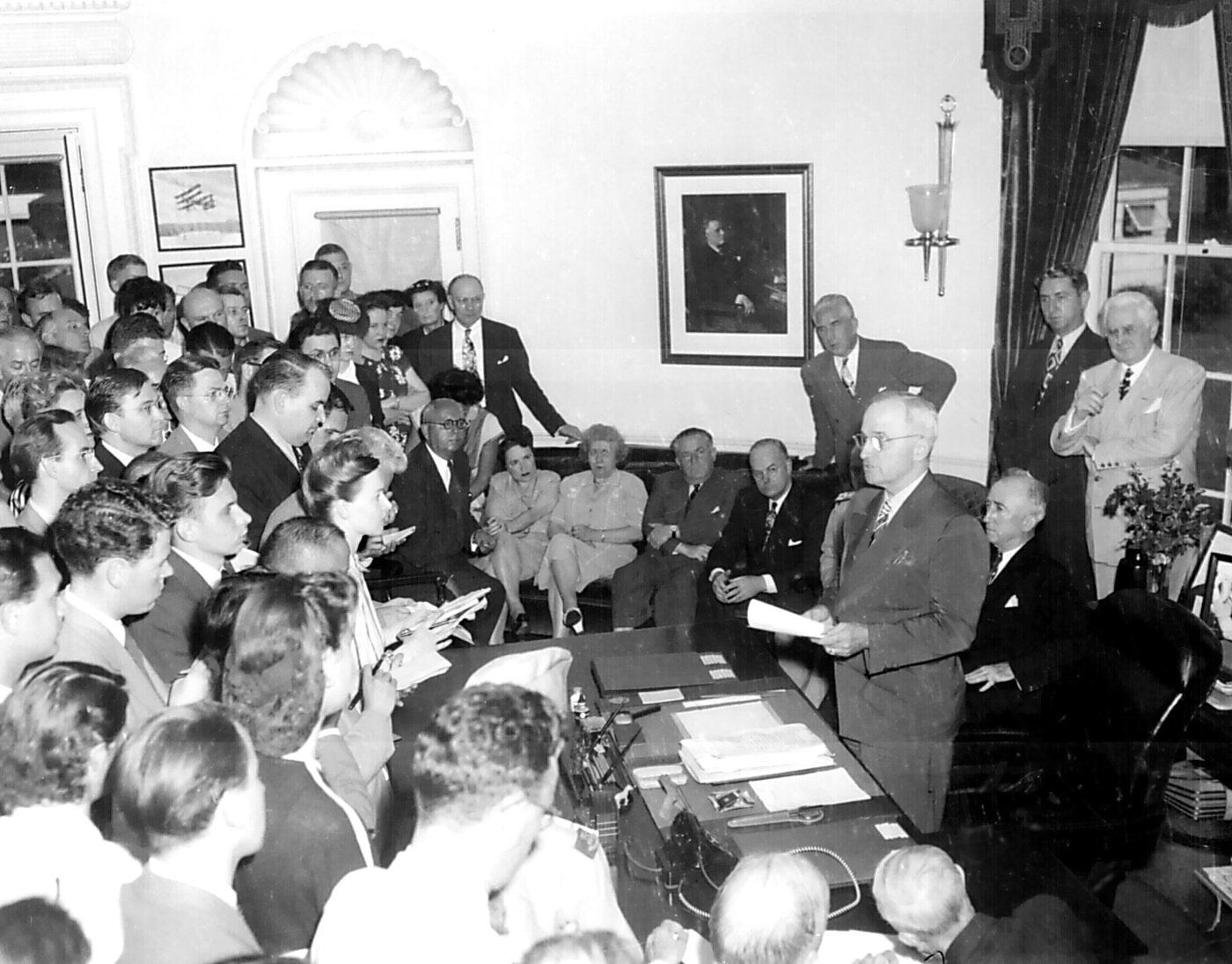
杜魯門總統在1945年8月14日於白宮宣佈日本投降。

- 7月17日至8月2日－盟國召開波茨坦会议，商討如何重建戰後秩序
- 8月6日－盟軍在日本重要工業及軍事中心廣島投下原子彈，為人類首次在戰爭中使用核武器。
- 8月8日－蘇聯宣布對日宣戰，並於次日午夜向受日本佔領的滿州（今中國東北地區）展開攻擊。
- 8月9日－盟軍在長崎投下原子彈。
- 8月14日－日本同意投降，是為对日战争胜利纪念日
- 9月2日－日方在USS密蘇里號上正式投降

### 第二次世界大戰結束後

#### 聯合國
杜魯門在二次大戰後意識到美國和蘇聯不再存在共同敵人和利益，因此他在政策方針上明顯有抗衡蘇聯的傾向。作為一名「威尔逊國際主義者」，杜魯門強烈支持成立聯合國，並在前第一夫人埃莉诺·罗斯福的襄助下，促成了首次联合国大会的召開，以回應社會在戰後渴求和平的心態。

#### 杜魯門主義與馬歇爾計劃
雖然杜魯門謙稱自己不熟悉外交事務，國會又為共和黨所控制，但是他仍憑國內浸信會教徒的支持，而發表了「杜魯門主義」及落實了「馬歇爾計劃」。「杜魯門主義」是美國實行「圍堵政策」的開端，他先後請國會撥款4億美元，支援希臘和土耳其對抗共產主義，又於1947年3月12日發表到：
|  | 我認為支持自由人民對抗內部少數的武裝行動，或外部壓迫者的征服，必須成為美國的政策。如果希臘倒下了，整個中東將會陷於混亂無序的局面。全球的自由人民，都渴望得到我們的支持以捍衛自由。若果我們在猶豫不決，就可能會危及世界和平……我認為我們應該主要透過財政援助來給予支持……此外，我要求國會授權派遣美國非軍事和軍事人員到希臘和土耳其…… |

為了使國會通過對「馬歇爾計劃」撥款，杜魯門則盡量把國會的目光移到共產主義，指出共產主義正在歐洲的落後地區興旺發展。杜魯門後來承認自己的言論誇大了共產主義的威脅，但辯稱這樣做是「為了讓國會意識危機的存在」。另一方面，為了強化美國在冷戰中對抗共產主義，他簽署了《1947年國家安全法案》，又分別成立了国防部、中央情報局、美国空军（獨立自美國陸軍航空軍）和國家安全會議。

#### 良政
經過民主黨多年來在國會取得多數優勢且持續由民主黨人士出任總統，國民開始出現了厭倦，以致共和黨在1946年中期選舉重新在國會取得了多數優勢。共和黨除了在眾議院有55席的增幅，在參議院也有數席的增長。杜魯門一向在外交事務上與共和黨領袖有密切的合作，可是在國內事務上，兩黨卻存在很大的分歧。杜魯門未能成功阻止減稅和取消價格管制，而在《塔夫特-哈特萊法案》的爭論上，他曾對法案加以否決，但否決決定最終遭國會推翻，以致工會勢力受到相當的削弱。到了1950年，由於韓戰爆發，杜魯門再次向國會要求加稅。
到了1948年的大選，杜魯門聲言自己是民主黨的一份子，會貫徹「新政」的傳統，因而在政綱中提出了不少的建議，包括提倡實施全民醫療保險、推翻針對工會的《塔夫特-哈特萊法案》，以及一系列激進的保障民權的立法措施。這些政綱在後來歸類為「良政」。
然而杜魯門的「良政」計劃並不獲普遍支持，當中只有一項主要的法案得到通過。

#### 承認以色列
杜魯門早在1939年已支持錫安主義的運動，並且有份策劃在巴勒斯坦建立猶太國。在1946年，英美調查委員會建議在巴勒斯坦地區逐步建立兩個國家，以防猶太人或阿拉伯人在該地區取得支配地位。可是，這個建議沒有得到輿論支持，而駐守巴勒斯坦的英軍因頻頻受到錫安主義集團的襲擊，使英國政府備受壓力，促成了撤軍。結果在英國的催迫下，聯合國的一個特別委員會建議立即把巴勒斯坦分割成兩個國家，這個建議在杜魯門的支持下，於1947年的聯合國大會中獲得通過。英國政府於是宣告在1948年5月15日正式撤出巴勒斯坦，但阿拉伯聯盟會議的成員國卻對聯合國的決議表示反對，並派兵到巴勒斯坦外圍。
當時杜魯門與國務院在巴勒斯坦問題上出了現明顯分歧，與此同時，美蘇關係也日趨緊張。最終，杜魯門在以色列單方面立國後的11分鐘，即確認了其主權，但是這個決定，在國內外均引起很大爭議。

#### 柏林空運
1948年6月24日，蘇聯在未經諮議盟軍的情況下，單方面中斷了前往柏林美、英、法佔區的陆地通道，而柏林正位於蘇聯所佔的東德之內，顯示出蘇聯有迫使盟國撤出西柏林的意思。結果，美國駐德國美佔區的司令盧西烏斯·D·克雷將軍建議，沿著由西德至西柏林的高速公路，對西柏林進行大規模的空運物資，以示公義。空運本身將以完全和平的方式進行，但若果空運隊伍遭受攻擊或被迫中斷，就應該作出防衛。然而，杜魯門聽取華盛頓的意見後，相信柏林空運計劃很有可能會觸發戰爭而表示憂慮。但最後在6月25日，盟國仍然決定對柏林空運，一直至1949年5月11日，前往西柏林的道路重開，空運行動才告結束。

#### 國共內戰
1947年，杜魯門命令組成調查團再訪華。魏德邁報告內警告國民黨軍事上已處於劣勢，中共很可能統一中國，他建議美國承諾給予國民政府援助，惟不被美國政府採納，撰寫之報告更被列為機密被束之高閣。且美國總統杜魯門堅決反對其意見，並在杜魯門總統支持下，喬治·馬歇爾已下令自1946年7月29日到1947年5月26日，美國政府對國民政府實行武器禁運。1948年4月，美国国会通过《援华法》，经杜鲁门批准后对国民政府援助4亿美元，其中1.25亿美元特别赠款用于自行购买军事物资而非直接援助
。由于各方的拖延，直至1948年底第一批物资才运抵中国。
杜魯門政府清楚自己的對華政策，軍經援助、調停行動均使中華民國政府走向失敗，決定趕在國共分出最後勝負前，採取「袖手旁觀」政策，在盟友中華民國在大陸全面崩潰前盡速脫身。

#### 消除軍方種族差別待遇
自從重建時期以來，每屆聯邦政府都沒有再關注民權的發展，而杜魯門正是第一位重新關注民權的總統。在1946年，美國本土發生了數宗殘暴的私刑，其中有兩名黑人男子和兩名黑人婦女在喬治亞州的附近被殺害；另外亦有一名剛從二戰戰場退役的非洲裔軍人遭到虐待，稱為艾薩克·伍德沃德事件。這些濫用私刑的事件引起了社會對民權的關注，並促使杜魯門在1947年發表一份名為《保障這些權利》的報告。該報告對改革民權提出了10點議程，包括將私刑列入聯邦罪行。到了1948年2月，杜魯門總統將這些議程提到國會，並建議設立幾個聯邦政府職位，以專責落實一些如選舉權和平等就業等人權。
可是這些改革卻招來南部民主黨員在黨內總統提名大會表達出強烈反對，但杜魯門對此不以為然，並說：「我的祖先是聯盟國的人......但當我得知剛從海外歸來的黑人士兵，在密西西比給拋出軍車之餘，又遭到毒打，我立即感到了反胃。」

## 第二届总统任期（1949年－1953年）

### 1948年總統大選
在民主黨全國黨大會中，杜魯門意圖淡化他在民權方面的政綱，以緩和黨內南北派系的衝突。可是，美國參議員候選人兼明尼苏达州明尼阿波利斯市長休伯特·汉弗莱在地區黨領袖支持下，在會上建議民主黨應採取更積極進取的人權政策，結果建議被杜魯門全心全意地採納。不出兩星期後，杜魯門簽署了《行政命令9981號》，指令在美國軍隊廢除了種族隔離政策。但杜魯門事實上十分擔心支持民權改革會帶來政治風險，至於失去南方的迪克西民主黨人的支持，更有可能拖垮民主黨。

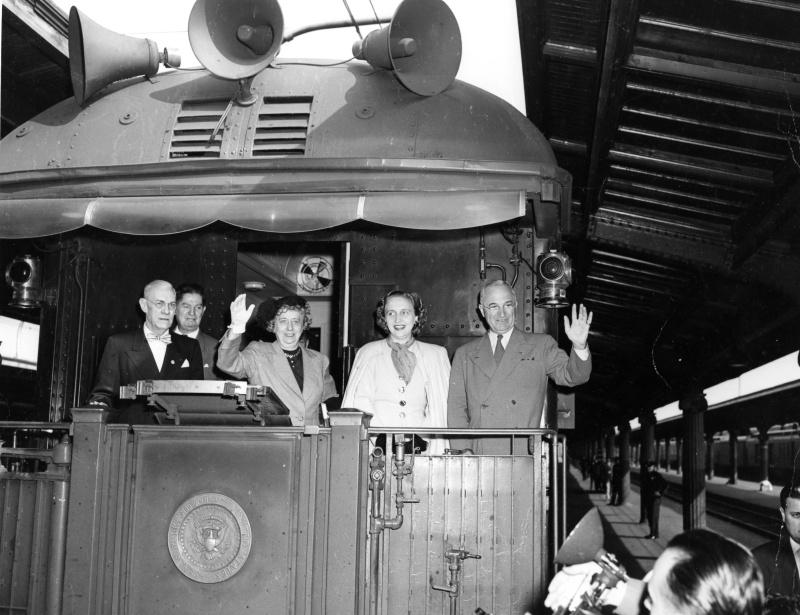
競選時杜魯門與妻女在麥哲倫號上揮手

當時的共和黨總統候選人、紐約州州長托马斯·杜威在民意調查中被認定穩操勝券，而盖洛普民意测验在大選前兩星期，即使還有14%游離票，但也停止了民意調查。結果，盖洛普民意测验的創造者乔治·盖洛普犯了一個在日後不再重蹈的錯誤，他總結到：「游離票站到了執政者的一方。」
杜魯門乘坐斐迪南·麦哲伦号，沿著鐵路到各州短暫停留，在車尾平台發表演說的競選手法爭取了選票。1948年11月2日，在1948年美國總統選舉中，杜魯門出乎眾人預料之外，最終在大選中勝出。
杜魯門在第一屆任期沒有副總統，在第二屆任期則以艾爾本·威廉·巴克利出任副總統。

### 核武僵局
蘇聯在比預期中快的情況下，成功研發原子彈，更在1949年8月29日進行了首次試爆，從而促成了大戰後的軍備競賽。在1953年1月7日，杜魯門亦向外界宣佈，美國已經成功試爆體積更大的氫彈。

### 國共內戰時期
1948年11月2日，杜魯門競選連任總統成功，擊敗共和黨總統候選人湯瑪斯·杜威。
1948年11月28日，中華民國總統蔣中正為了爭取美國對其中華民國政府的再次支持，再度派遣宋美齡前往美國，但杜魯門態度冷淡。1949年初，蔣中正下野，李宗仁做代理總統，但蔣仍以「國民黨總裁」的身分在幕後操控政局，而閻錫山出任國防部長兼行政院長在廣州發號施令。蔣中正先後訪問菲律賓及韓國會晤季里諾與李承晚，商議組織遠東反共聯盟。在国共内战方面，中国人民解放军自1949年4月突破長江防線，攻陷國府首都南京，中共在全國戰事明顯佔了上風，國府大勢已去。時任美國駐華大使司徒雷登在中共佔領南京後並未隨他國公使南下廣州，而是留在南京試圖與中共接觸，隨後被召回美國。1949年6月，美國媒體還刊出了司徒雷登建議美國承認中共的新聞。
1949年8月5日，美國國務院發表《中美關係白皮書》，為其對華的靜觀政策辯護。該白皮書嚴詞批蔣，表示國共內戰的失敗是中華民國政府本身的領導問題，與美國無關，美國在戰後中國情勢已盡力而為，最後失敗應由國民黨負起全責。該書發表後，美國停止對中華民國軍事援助而打擊國府士氣，但也不承認中共。
不久後中華民國政府遷台。1950年1月5日，杜魯門發表聲明，「美國將不以任何方式干預中國目前局勢，或進行足以使美國牽涉於中國內爭的措施。」美國不擬在中國使用武裝力量，不以任何方式干預中國內爭，不予中華民國政府軍事援助和勸告，但美國政府仍將繼續給中華民國政府有限的經濟援助。失去中国使杜魯門備受共和黨批評，並在麥卡錫主義時期備受關注。

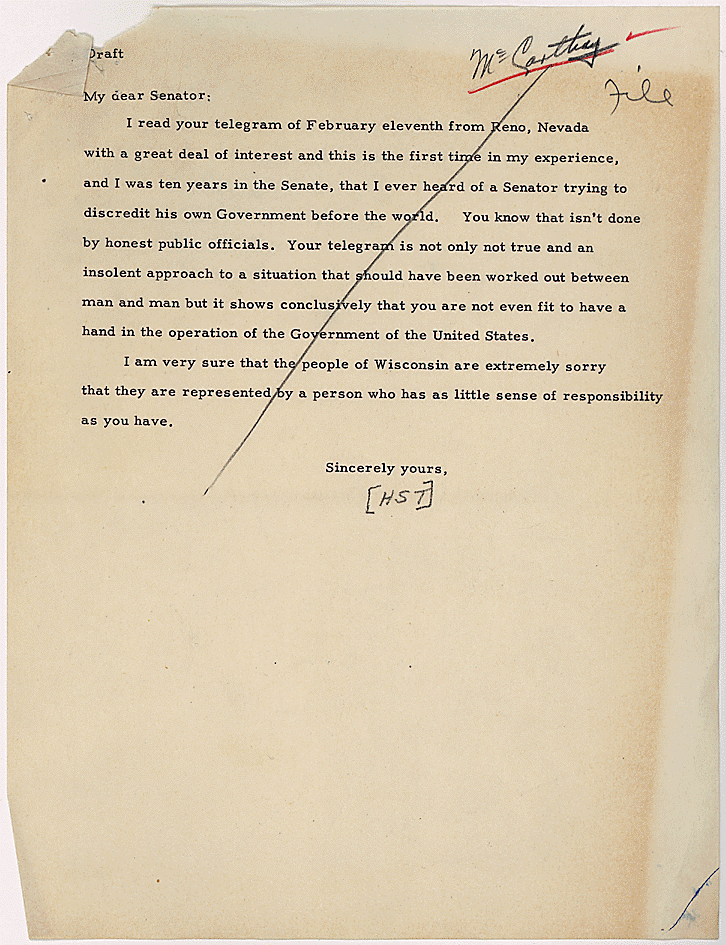
杜魯門向麥卡錫表示不滿的信件，但相信信件最後沒有寄出。

1948年8月3日，《時代週刊》資深編輯惠特克·錢伯斯在非美活動調查委員會的聽證會上提交一份名單，上面載有自1930年代至1940年代於美國政府內暗中活動的共產黨員。該名單上載有阿爾傑·希斯的名字，而希斯是國務院的一位官員，曾參與創立聯合國。事後，希斯在1948年8月17日找錢伯斯當面對質，白宮的官方回應亦要求終止對希斯的調查，欲引開公眾的注意力。
然而兩人的對質與白宮的回應卻引起了軒然大波。1948年11月，錢伯斯帶領兩名非美活動調查委員會的調查員到马里兰州的一塊南瓜田，並在一個空心的南瓜中找到四枚微型膠卷，由此微型膠卷內所載的資料被稱為「南瓜文件」（pumpkin papers）。該事件亦使加里福尼亞州參議員尼克遜一舉成名，因為他對著這些膠卷擺出一個拿著放大鏡的姿勢並拍攝了幾張廣泛流傳的相片。
1950年2月9日，共和黨參議員约瑟夫·雷芒德·麦卡锡在西維吉尼亞州的共和黨婦女大會上發言，指國務院涉嫌與共產黨員糾纏不清。當時正值蘇聯試爆核武、中國成為共產國家，國內又有阿爾傑·希斯一案，結果麥卡錫透過在國內冒升的反共主义成功從公眾取得相當的支持，並揭開了麥卡錫主義時期的序幕。

### 朝鲜战争

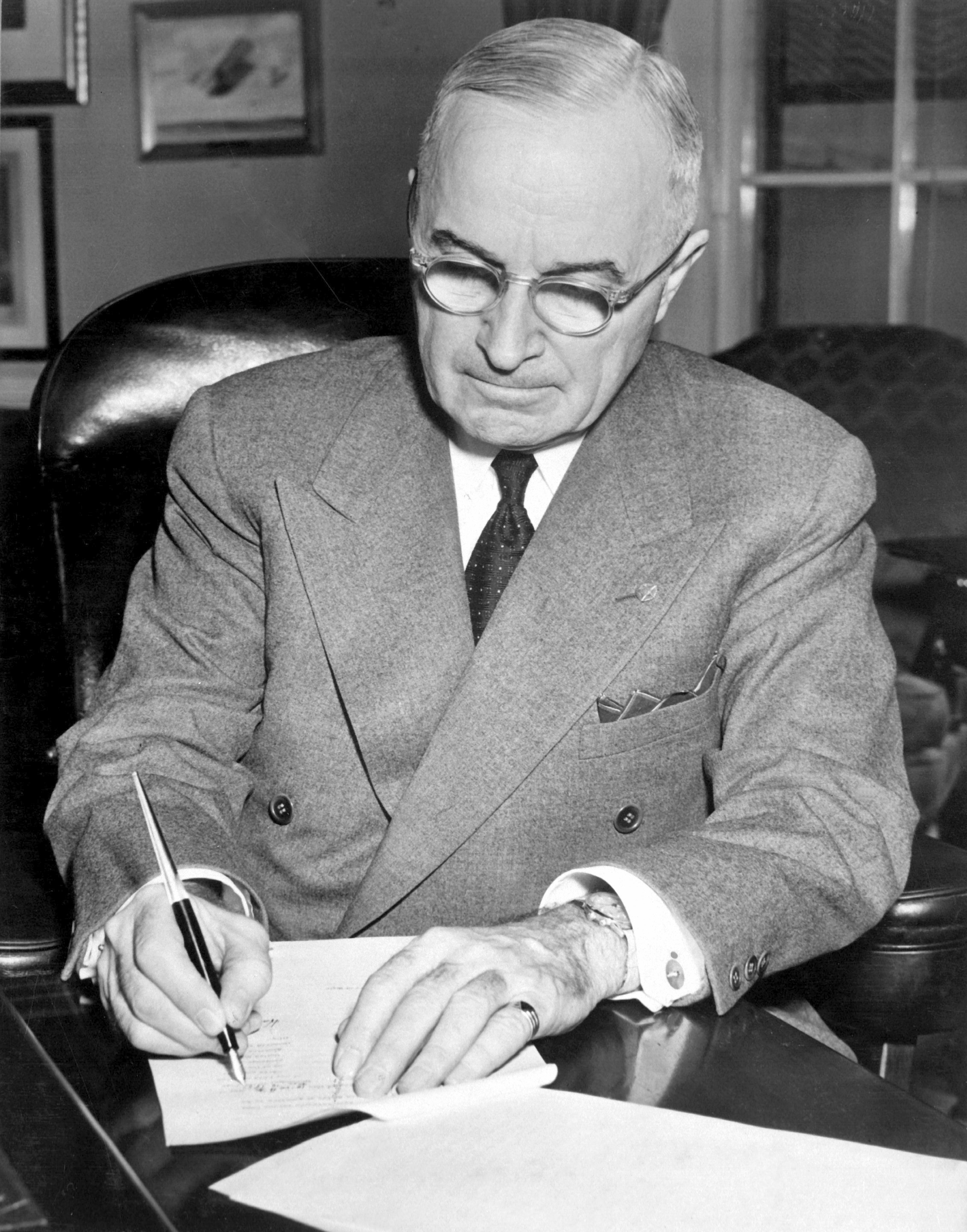
杜魯門總統簽署一份指令美軍加入韓戰的文件。

1950年6月25日，朝鮮人民軍入侵大韩民国，更差不多佔領了整個朝鮮半島。杜魯門立即強烈要求聯合國作出干預，故此以道格拉斯·麥克阿瑟指揮的聯合國軍在1950年10月成功把朝鮮人民軍擊退至中國邊境一帶。
1950年10月，中華人民共和國以中国人民志愿军的名義參戰，麥克阿瑟立即建議杜魯門出兵攻擊中國在鴨綠江一帶的軍事基地，在必要情況下，更可以動用原子彈。但杜魯門不同意麥克阿瑟的觀點，擔心他的方案會使蘇聯參戰，使大戰升級，最終有爆發核子戰爭的可能。在中華人民共和國援朝的情況下，聯合國部隊被迫南撤，而戰線在1951年春天的時候，更退回戰爭爆發時的地區。於是麥克阿瑟在總統反對的情況下，公開廣播出他對戰事的意見，表示馬歇爾使華是美國外交史上最大的失誤之一，而自由世界現在為此以鮮血和災難付出代價，並表示不服從杜魯門的指令。結果在1951年4月11日，杜魯門解除了麥克阿瑟的職務，並召他回國。此後韓戰形成僵局，直到德怀特·艾森豪威尔上任總統後，方於1953年7月27日達成了停火協議。
由於解除麥克阿瑟的職務以及閣員貪污等問題，使得杜魯門在國內變得極不受歡迎，迫使他選擇不在1952年的大選當中尋求連任。根據蓋洛普民意調查，杜魯門在1952年2月的支持率為22%，是有史以來在任美國總統所得到的最低支持率。

### 越南問題
越戰爆發前，美國早已介入越南問題，而且可追溯至杜魯門任總統的時期。在1945年的对日战争胜利纪念日，胡志明參照美國撰寫了一份獨立宣言，除了法國勢力外，還將越南國民黨與蔣中正派到越南受降的國軍部隊視為敵人。但在同年9月23日，美國為了防止共產主義由中國傳入越南，繼而向世界散佈，聲明支持法國對越南的管治。
由於遭美國摒棄，胡志明轉移向共產黨求助。1950年，胡志明政權得到中共和蘇聯的承認，當時他盤踞在接壤中國邊境的一些偏遠地區，而法國仍然佔領餘下的地域。在美國的「圍堵政策」和強烈反共的前提下，美國繼續承認法國對越南的主權，以及確認法國在越南的傀儡政權。因此同樣在1950年，杜魯門對法國發放了一共一千萬美元的援助，又派出123支非戰鬥部隊到越南，協助處理物資事宜。到了1951年，援助總額上升至一億五千萬美元，至1953年更達至了十億美元（佔美國對外援助總額的1/3，也佔法國一方支出的80%）。

### 翻新白宮
和其他美國總統不同的是，杜魯門入住白宮的時間非常之短。理由是有屋宇結構專家在他上任後不久指出白宮隨時有倒塌的危險，一部份的原因是因為在1812年战争中，白宮的牆壁和地基曾被火焚燒，以致在結構上出現了問題。於是杜魯門對白宮的地基進行了大規模的重建工程，另外又在白宮的南翼柱廊的第二層，加建了一個陽台（即所謂的「杜魯門陽台」）。至於杜魯門一家則搬到附近的布莱尔宫，作為自己的「白宮」。

### 險遭刺殺

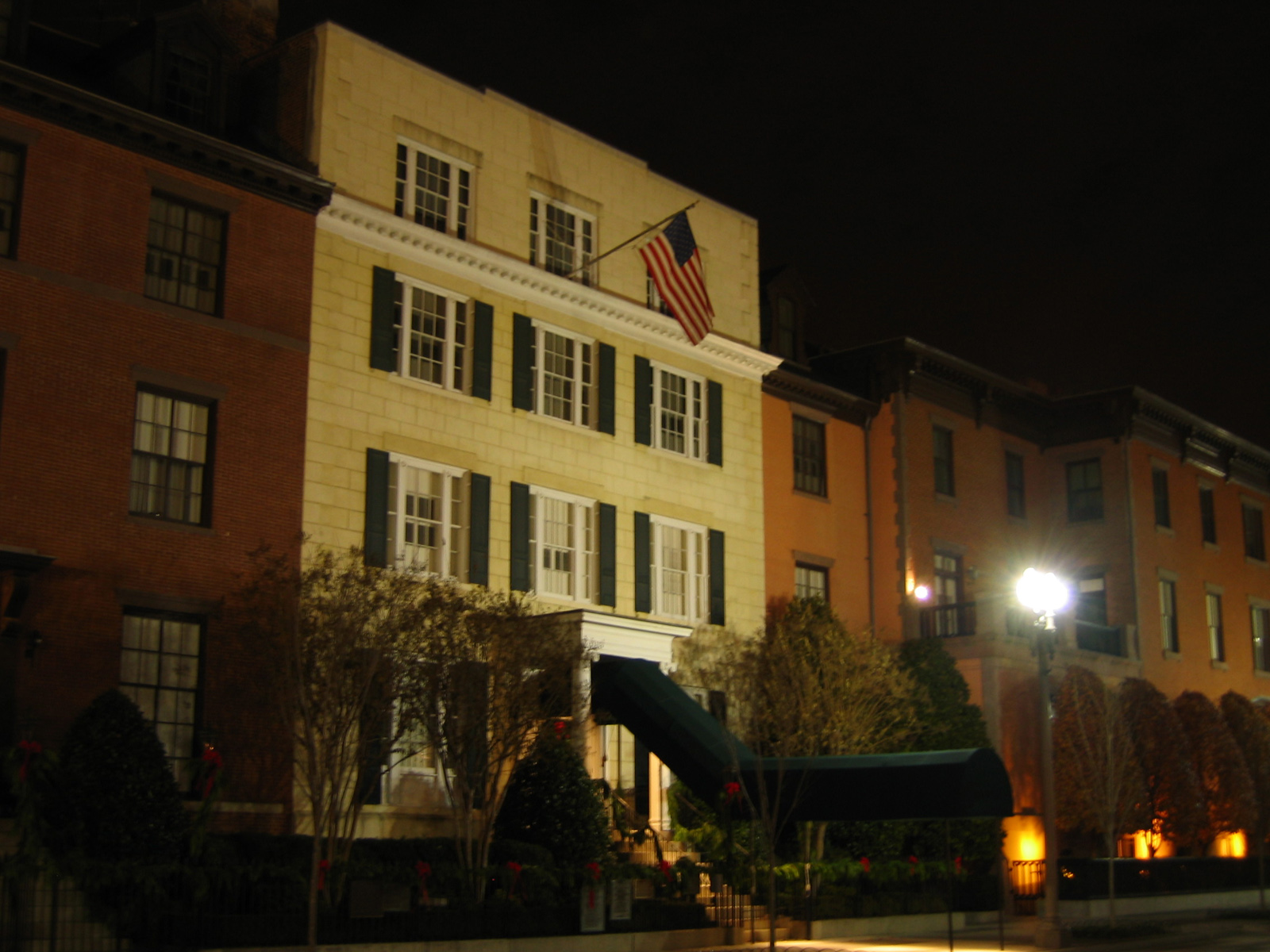
布萊爾賓館

在1950年11月1日，兩名分別叫傑斯里奧·托里索拉（Griselio Torresola）和奧斯卡·柯拉索（Oscar Collazo）的波多黎各民族主義者，企圖於布萊爾賓館行刺杜魯門，但行刺失敗。柯拉索被裁定謀殺罪成，於1952年被判處死刑，不過後來得到杜魯門減刑為終身監禁。
事件發生後，杜魯門決定在波多黎各舉行一次民主的公民投票，以決定波多黎各的地位和與美國的關係。最終波多黎各制定了自己的憲法，並确立成為美國的自治邦。

### 連串醜聞
1950年，參議院在愛斯特·凱弗維爾的帶領下，對政府高級官員受賄進行調查，當中發現不少官員曾收受過名貴皮草和冰箱一類的物品，而國稅局更牽涉在內。結果一共有166名國稅局員工辭職或被解僱，部份人更被司法部控告瞞稅和貪污等罪行。一般歷史學家都同意杜魯門沒有牽涉到國稅局的貪污醜聞，亦相信他對此並不知情—但卻有一次例外。在1945年，一位香水公司總裁送了一部十分昂貴的新型號冰箱給杜魯門太太，該名商人其後在杜魯門和他的好友哈利·佛漢將軍的協助下，在二戰結束後不久取得優先前往歐洲的機票，而那名商人在回程時又與一位傷兵強奪機位，傷兵「被擠下機」。事件在1949年曝光，使杜魯門大為尷尬，但他仍然大力為佛漢將軍作出辯護，可是實際上，佛漢將軍本人當時被一連串的白宮辦公室醜聞纏身。
到了1952年，德怀特·艾森豪威尔發起一連串運動，控訴政府混入了不少蘇聯特工，使杜魯門政府備受困擾。早於1947年，杜魯門設立了一個「效忠委員會」，調查聯邦政府是否混入了間諜。後果是，自1947年至1952年，大約有20,000名公務員遭到調查，當中有約2500人「自願」辭職，400人被辭退。另外自1945年至1946年，約翰·埃德加·胡佛多次向杜魯門作出警告，指財政部的助理部長哈利·德克斯特·懷特是蘇聯間諜。加拿大總理亦同樣向FBI警告要注意懷特，而來自蘇聯的變節人士也證實了這個情報。最後杜魯門唯有將懷特調任為國際貨幣基金會的美國代表，他又承認設立「效忠委員會」是他當總統犯下的最大失誤。

### 曾簽署的重要法案
- 國家安全法案－1947年7月26日
- 杜魯門主義－1947年3月12日
- 馬歇爾計劃／歐洲復興計劃－1948年4月3日

### 重要的行政命令
- 行政命令9981號

### 內閣
（所有在1945年供職的內閣官員均原先在羅斯福政府供職）
| 職位     | 名稱                | 任期          |
|          |                     |               |
| 總統     | 哈利·S·杜鲁門       | 1945年–1953年 |
| 副總統   | 空缺                | 1945年–1949年 |
|          | 艾爾本·W·巴克利     | 1949年–1953年 |
|          |                     |               |
| 國務卿   | 愛德華·斯戴迪紐斯   | 1945年        |
|          | 詹姆士·F·柏恩茲     | 1945年–1947年 |
|          | 乔治·C·马歇尔       | 1947年–1949年 |
|          | 迪安·G·艾奇遜       | 1949年–1953年 |
| 財政部長 | 小亨利·摩根索       | 1945年        |
|          | 弗雷德·M·文森       | 1945年–1946年 |
|          | 約翰·W·斯耐德       | 1946年–1953年 |
| 戰爭部長 | 亨利·L·史汀生       | 1945年        |
|          | 羅伯特·P·帕特森     | 1945年–1947年 |
|          | 肯尼士·C·羅亞爾     | 1947年        |
| 國防部長 | 詹姆斯·V·福萊斯特   | 1947年–1949年 |
|          | 路易斯·A·詹森       | 1949年–1950年 |
|          | 乔治·C·马歇尔       | 1950年–1951年 |
|          | 羅伯特·A·洛威特     | 1951年–1953年 |
| 司法部長 | 法蘭西斯·比德爾     | 1945年        |
|          | 湯姆·C·克拉克       | 1945年–1949年 |
|          | J·霍華德·麥葛瑞斯   | 1949年–1952年 |
|          | 詹姆士·P·麥格雷納里 | 1952年–1953年 |
| 郵政部長 | 法蘭克·C·沃克       | 1945年        |
|          | 羅伯特·E·漢尼根     | 1945年–1947年 |
|          | 傑西·M·唐納森       | 1947年–1953年 |
| 海軍部長 | 詹姆斯·V·福萊斯特   | 1945年–1947年 |
| 內政部長 | 哈羅德·L·伊克斯     | 1945年–1946年 |
|          | 朱利葉斯·A·克鲁格   | 1946年–1949年 |
|          | 奧斯卡·L·查普曼     | 1949年–1953年 |
| 农业部長 | 克勞德·R·威卡德     | 1945年        |
|          | 克林頓·P·安德森     | 1945年–1948年 |
|          | 查爾斯·F·布蘭南     | 1948年–1953年 |
| 商業部長 | 亨利·A·華萊士       | 1945年–1946年 |
|          | W·艾夫里爾·哈里曼   | 1946年–1948年 |
|          | 查爾斯·W·索伊爾     | 1948年–1953年 |
| 勞工部長 | 法蘭西斯·珀金斯     | 1945年        |
|          | 劉易斯·B·施韋倫巴赫 | 1945年–1948年 |
|          | 莫里斯·J·托賓       | 1948年–1953年 |

### 任命最高法院法官
杜魯門任內任命了下列美国最高法院法官：
- 哈羅德·希茨·柏頓－1945年
- 弗雷德·M·文森（首席大法官）－1946年
- 湯姆·甘貝爾·克拉克－1949年
- 雪曼·明頓－1949年

## 卸任總統以後

### 1952年總統大選
1951年，美國國會通過《第22號修正案》，防止總統尋求第三屆任期（若該總統曾有一次為期多於兩年的任期，該總統日後只可有多一屆任期），但法條中的第一條使杜魯門當前的任期被豁免而不在此限。
1951年夏季，杜魯門解除麥克阿瑟職務後不久，杜魯門曾邀請德怀特·艾森豪（當時仍未決定加入什麼政黨）代表民主黨參選總統、而自己則當他的副總統，但被他拒絕。
到了新罕布什尔州初選的時候，由於杜魯門沒有對任何民主黨候選人作明確支持，而他自己又沒有宣佈放棄競逐，結果杜魯門的名字出現在選票上（在新罕布什尔州，任何人可未經當事人同意，在初選中作出提名）。然而，杜魯門在新罕布什尔州初選中被黨內的愛斯特·凱弗維爾擊敗；3月，杜魯門宣布放棄競逐連任，又極力勸說伊利诺伊州州長阿德萊·史蒂文森參選，最終史蒂文森成為了民主黨的總統候選人，往後史蒂文森兩次敗給艾森豪。

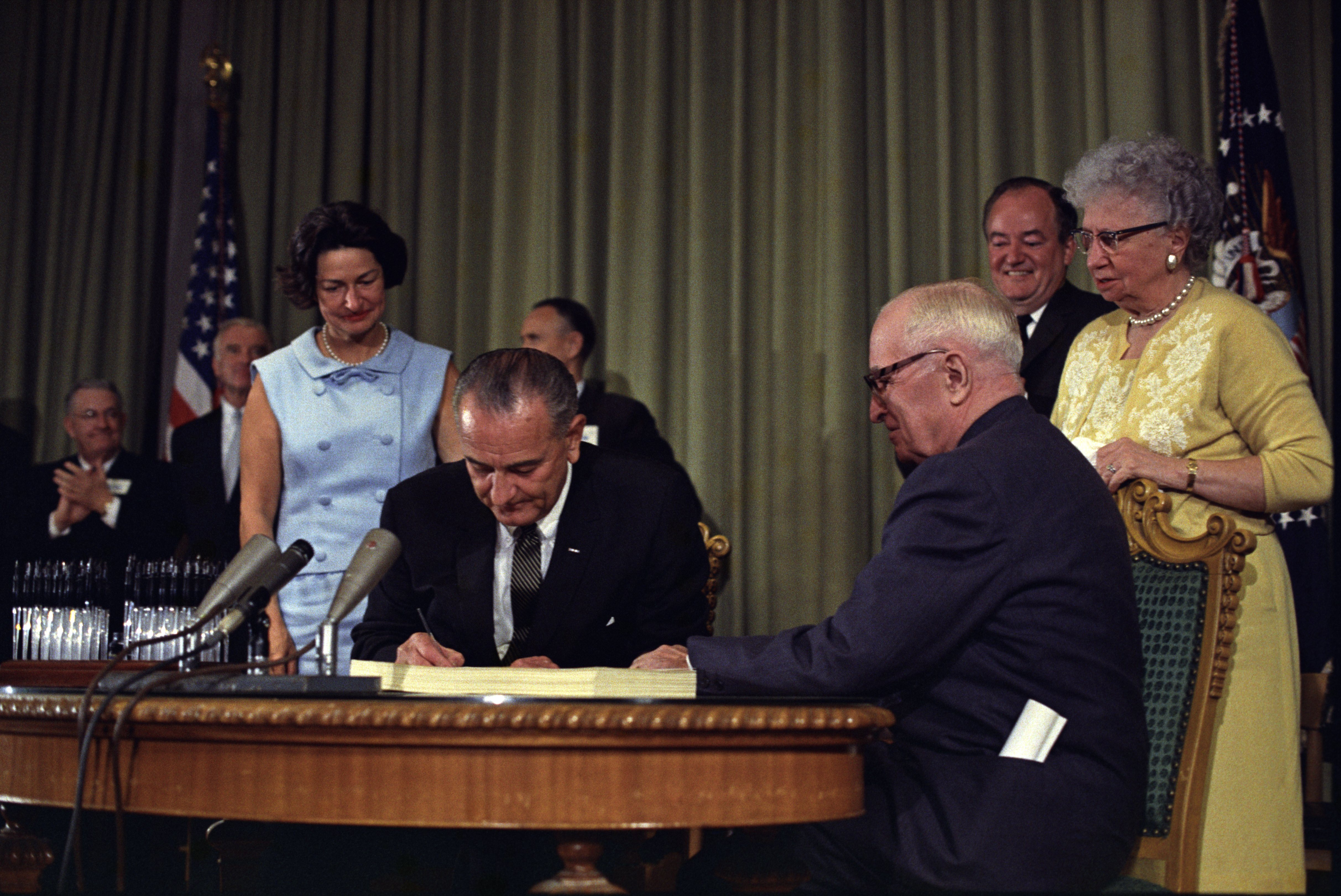
杜魯門（右方坐下）與妻子貝絲（右一）在1965年7月30日，見證總統林登·约翰逊簽署《醫療保健法案》。

### 财务状况、杜鲁门回忆录与杜鲁门总统图书馆
在当选为杰克逊县法官之前，杜鲁门基本没赚到什么钱，生意上的失败还为他带来负债。1934年，杜鲁门当选为参议员，有了10,000美元的年薪（相当于2024年的$117,525），在当时属于高收入，但由于需要同时维持两个房子（其中一个在高物价的华盛顿），支出女儿的大学学费，有时还要资助贫困亲属，杜鲁门夫妇攒不下什么钱。以至于在被提名为副总统时，杜鲁门的资产只有大约7,500美元的现金和政府债券。当选总统后，杜鲁门的财务状况大幅改善，1949年，杜鲁门的年薪高达100,000美元（相当于2024年的$1,175,249），还获得了50,000美元的开支津贴。
卸任后，杜鲁门回到了独立城和贝丝共同居住多年的华莱士家中。此时杜鲁门家庭的生活并不困窘，光在1953年12月杜鲁门的遗嘱草案中他就列出了价值25万美元的土地、相同金额的储蓄债券和15万美元的现金。他在其中对妻子贝丝写道：“债券、土地和现金都来自总统工资和自由开支账户的储蓄。这应该能让你和玛格丽特舒适地生活。”
1953年2月，杜鲁门签订了自己回忆录的出书协议。两本回忆录分别在1955年和1956年出版：
- 《Memoirs by Harry S. Truman: Year of Decisions》（第一集，ASIN B000BC81YE）
- 《Memoirs By Harry S Truman: Years of Trial and Hope》（第二集，ASIN B000CQXZWM）

尽管一开始杜鲁门的写作过程不太顺利，更换了十几个共同作者，但出版后回忆录在商业和评论界获得了巨大成功，也为杜鲁门带来了670,000美元的报酬（相当于2024年的$7,874,167）。
1957年，杜魯門仿效他的前任總統羅斯福，出資成立了杜魯門總統圖書館，捐贈予聯邦政府。這也是自《1955年總統圖書館法案》通過以來第一所建立的總統圖書館，此後每位卸任總統都會建立一所總統圖書館，並由國家檔案館管轄。
1958年，国会通过了《前总统法》，向每位前总统提供每年25,000美元（相当于2024年的$293,812）养老金。通常，国会和联邦法院的前成员都能获得联邦退休金，杜鲁门在任时也推行了联邦雇员退休制度（FERS），以确保所有前公务员都能在退休后获得财政支持。但是直到杜鲁门卸任时，美国总统还没有退休金。由于国会养老金直到1946年在杜鲁门已经离开参议院后才被批准，杜鲁门卸任后也不能领取参议员养老金。2021年，纽约杂志抨击杜鲁门曾在幕后为此进行游说，称他写信给国会领导人说自己因为没有收入已经接近贫困，但杜鲁门实际上已积累了不少资产。而當時另一位在世的前任總統赫伯特·胡佛虽然并不缺钱，但也领取了這份退休金，據报道是為免使杜魯門尷尬。

### 晚年生活
在1956年，杜魯門伉儷出訪歐洲，一時間成為了全球的焦點。在英國，杜魯門獲牛津大學頒發民法學榮譽學士學位，並最後一次和朋友邱吉爾會面。回程美國前，他又為民主黨總統候選人阿德萊·史蒂文森作全力支持（他最初支持紐約州州長W·艾夫里爾·哈里曼）。
杜魯門年屆80歲的時候獲宴請到華盛頓，並準備在參議院發表講話，但因為他在歡迎儀式上大受感動而不能言語。當時美國在越戰泥足深陷，後來共和黨政府又爆發水门事件，結果使杜魯門的支持度急升，更為參議院候選人助選。在1964年，杜魯門在浴室跌倒，撞傷了額頭，折斷了兩條肋骨，眼鏡也撞碎了。自此，他的身體狀況大不如前，並中斷了以往每天到總統圖書館的習慣。1965年，约翰逊總統在杜魯門圖書館簽署了《醫療保險法案》，並把首兩張醫療保險卡發予杜魯門和妻子貝絲。杜魯門亦曾在任內爭取落實全民醫療保險，然而沒能實踐。
到了1972年12月5日，杜魯門因肺炎引發肺氣腫，被送往堪薩斯城研究醫院及醫療中心。最終於12月26日因器官衰竭死亡，终年88歲。他死後被安葬於杜魯門圖書館。
约翰逊是唯一一位出席了杜魯門葬禮的在世前總統，但他自己亦在大約一個月後因病逝世。

## 著作
- 《杜鲁门回忆录第一卷决定性的一年1945》1956，中文版1964世界知识出版社
- 《杜鲁门回忆录第二卷考验和希望的年代》1956，中文版1964世界知识出版社

## 榮譽
雖然杜魯門在任時的民望曾跌至美國總統歷史上最低位，支持度只有百分之二十二，但綜合了多年來的民意調查 （页面存档备份，存于），杜魯門得到了7.18分，在42位美國總統中排名第7，可謂「名列前茅」。
杜魯門曾獲下列榮譽：
- 時代年度風雲人物（1945年和1948年）
- 美國童軍的水牛銀章（1950年）
- 國會榮譽金勳（1984年，身後頒發）
- 共濟會聖殿騎士
- 共濟會會員
- 慈壇社會員

## 歷史遺跡
- 國立杜魯門歷史遺跡（英语：Harry S. Truman National Historic Site）：包括在獨立城達拉威街219號的華萊士大廈和在密蘇里州格蘭威的家族農場。（但大部份的農地早已轉售他人發展）
- 州立杜魯門出生地歷史遺跡（英语：Harry S Truman Birthplace State Historic Site）：位於密蘇里州拉馬爾，杜魯門在那裡出生，曾在那裡小住了11個月。
- 杜魯門圖書館及博物館：位於獨立城的總統圖書館。
- 杜魯門小白宮（英语：Harry S. Truman Little White House）：杜魯門位於佛罗里达州基韋斯特的冬季別墅。

## 杜魯門的中間名「S」

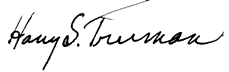
杜魯門的簽名

杜魯門（Harry S. Truman）的中間名只有一個字母「S」。這種做法在南部州份和密蘇里州也十分普遍，當地人都習慣以英文字母來代替名字。杜魯門則表示，他的中間字母是為了紀念他的祖父安德森·希（普）·杜魯門（Anderson Shipp(e) Truman）和外祖父所羅門·楊（Solomon Young）而起的，因此字母「S」同時代表了「希（普）」（Shipp(e)）和「所羅門」（Solomon）兩個字。他又曾說過，「S」本身就是一個名，不是字母，所以不需加上一點。
然而，應說明的是，按照英文文法，只有縮寫的字詞才需要加上一點。但事實上，不論是美國政府部門的官方文件，抑或是杜魯門的總統圖書館，都在「S」字後補上了一點。另一方面，杜魯門總統圖書館內亦保存了很多他本人的親筆簽名，而這些簽名的「S」字後，大多都附有一點。
關於杜魯門的字母「S」後應否加上一點，一直以來也引起了廣泛的爭論。不過一般認為，雖然「S」不是縮寫，但仍需在後面加上一點。

## 雜記
- 他10歲的時候曾染上白喉。
- 他不愛喝威士忌，原因是他曾以威士忌治療白喉。
- 他是第一位乘搭現代潛水艇到水底的美國總統。
- 「叫他去死！」（英語：[52]）—這是他知道自己要成為富兰克林·德拉诺·罗斯福的競選副總統後，對傳達員說的第一句話。
- 他熱愛彈鋼琴，並在1948年帶了一部鋼琴到白宮。
- 他是约翰·泰勒的曾外甥。
- 他是首位薪金超過100,000美元的美國總統。
- 他是左撇子，但他的父母卻強迫他改用右手，這種教學方針也在當時美國的小學十分普遍。
- 他曾被評為「最佳衣著打扮」的10位參議員之一。
- 他的名Harry乃取自舅父哈里遜·楊（Harrison Young）。
- 他是首位在戰時上任的美國總統。

## 影片欣賞
| 视频圖示                     | 杜魯門的影片剪輯 4.6 MB，Ogg / Theora格式 · \| 無法正常觀看？请参见媒体帮助 \| |
| 無法正常觀看？请参见媒体帮助 |                                                                                |

- 於1995年，HBO發行了一套關於杜魯門的電視電影，名為《杜魯門》（英语：Truman (1995 film)），由蓋瑞·辛尼斯（Gary Sinise）飾演總統。該影片以大衛·麥卡洛（David McCullough）所作的傳記為底本，主要講述杜魯門如何由一位小鎮的平常人踏上了美國總統之路。該影片獲得了不少獎項[53]。